# Jean-Charles Dudrumet
Jean-Charles Dudrumet est un réalisateur et scénariste français, né le 20 novembre 1927 à Château-Thierry (Aisne) et mort le 18 juillet 2020 au Pontet.

## Filmographie
Réalisateur
- 1959 : La Corde raide
- 1961 : Dans la gueule du loup
- 1963 : L'Honorable Stanislas, agent secret
- 1965 : Pleins feux sur Stanislas

Scénariste
- 1959 : La Corde raide
- 1961 : Dans la gueule du loup
- 1965 : Pleins feux sur Stanislas
- 1992 : Les Cœurs brûlés, série télévisée

Monteur
- 1956 : Baratin de Jean Stelli
- 1956 : Alerte au Deuxième Bureau de Jean Stelli
- 1957 : Rendez-vous à Melbourne, court métrage de René Lucot
- 1957 : Deuxième Bureau contre inconnu de Jean Stelli
- 1958 : Rapt au Deuxième Bureau de Jean Stelli